# Leonard H. Tower Jr.
Leonard "Len" H. Tower Jr. (n. 17 de junio de 1949) es un activista de software libre y uno de los miembros fundadores de la Free Software Foundation, donde contribuyó en las primeras distribuciones de GCC y GNU diff. Abandonó la Free Software Foundation en 1997.

## Nacimiento
Tower nació el 17 de junio de 1949 en Astoria (Queens), Nueva York, Estados Unidos.

## Carrera académica
En 1971, Tower recibió un pregrado en biología del Instituto de Tecnología de Massachusetts. Durante ese tiempo fue el gerente de The Tech, el periódico universitario.

## Proyecto GNU
Como el primer empleado a sueldo a tiempo completo de la FSF, Tower se encargaba sobre todo de tareas administrativas como gestionar listas de correo, grupos de noticias o solicitudes de información.
En 1986, Tower ayudó a Stallman con el plan inicial de éste de basar el compilador de C para el Proyecto GNU en un compilador de Pastel que Stallman había obtenido de Lawrence Livermore Lab. Tower trabajó en reescribir el código existente de Pastel en C mientras Stallman trabajaba en la construcción de la nueva interfaz de C. Stallman abandonó ese plan cuando descubrió que el compulador de Livermore requería demasiada memoria, concluyendo "Tendría que escribir un nuevo compilador desde cero. Ese nuevo compilador se conoce ahora como GCC; nada del compilador de Pastel está usado en él, pero conseguí adaptar y usar la interfaz de C que había escrito". Stallman lanzó su nuevo compilador GNU C el 22 de marzo de 1987, reconociendo las contribuciones de otros, incluyendo a Tower, que "escribió partes del parser, generador RTL, definiciones de RTL y la descripción de la máquina Vax" basado en ideas contribuidas por Jack Davidson y Christopher Fraser.
Junto con Mike Haertel, David Hayes y Stallman, Tower fue también uno de los coautores iniciales de GNU diff, una utilidad de comparación de archivos basado en un algoritmo publicado por Eugene Myers.
A finales de la década de 1980 y comienzos de la de 1990, Tower formó parte de conferencias de la USENIX como representante de la FSF.

## League for Programming Freedom
Tower fue un antiguo miembro de la League for Programming Freedom. Durante 1991, Tower fue uno de los dos oradores más activos de la organización, junto con Richard Stallman.